# Sint-Joris-Weert
Sint-Joris-Weert is een dorp in de Belgische provincie Vlaams-Brabant en een deelgemeente van Oud-Heverlee. Het ligt zo'n 10 km ten zuiden van Leuven. Ten westen van het dorp stroomt de Dijle, ten oosten ligt een bosgebied, het Meerdaalwoud. Sint-Joris-Weert was een zelfstandige gemeente tot aan de gemeentelijke herindeling van 1977.

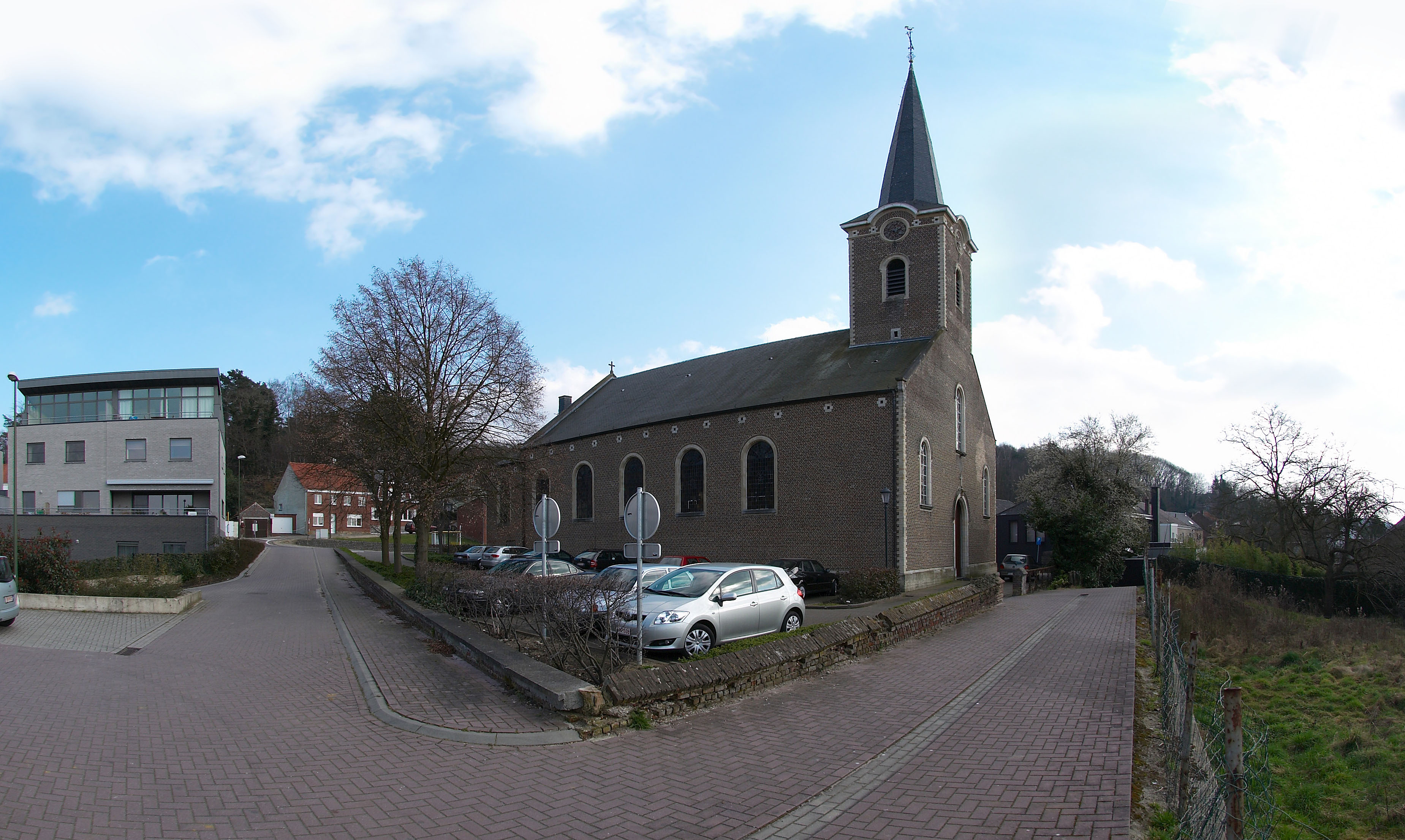
Sint-Joriskerk

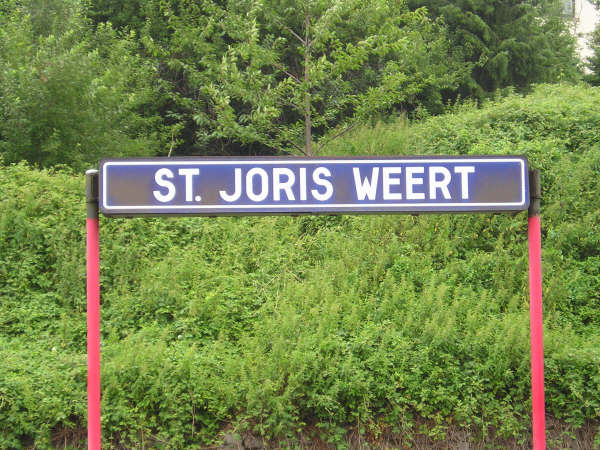

In Sint-Joris-Weert bevindt zich aan de rand van het Meerdaalbos het jeugdverblijf "De Kluis" van de Scouts en Gidsen Vlaanderen waar in 2003 en 2009 de Flamboree plaatsvond. In het bos ligt ook de Hertebron.
In het dorp staat de Sint-Joriskerk. Naast deze kerk is er ook nog de Neerveldkapel aanwezig. 

## Geschiedenis
Tot het einde van het ancien régime was Sint-Joris-Weert een heerlijkheid die juridisch onder de meierij van Aarschot viel (in het kwartier van Leuven van het hertogdom Brabant). Na de Franse invasie werd Sint-Joris-Weert als gemeente bij het kanton Graven (Fr.: Grez) van het Dijledepartement ingedeeld. Het bleef een aparte gemeente tot het in 1977 met Oud-Heverlee, Blanden, Haasrode en Vaalbeek fuseerde.

## Ansichtkaarten

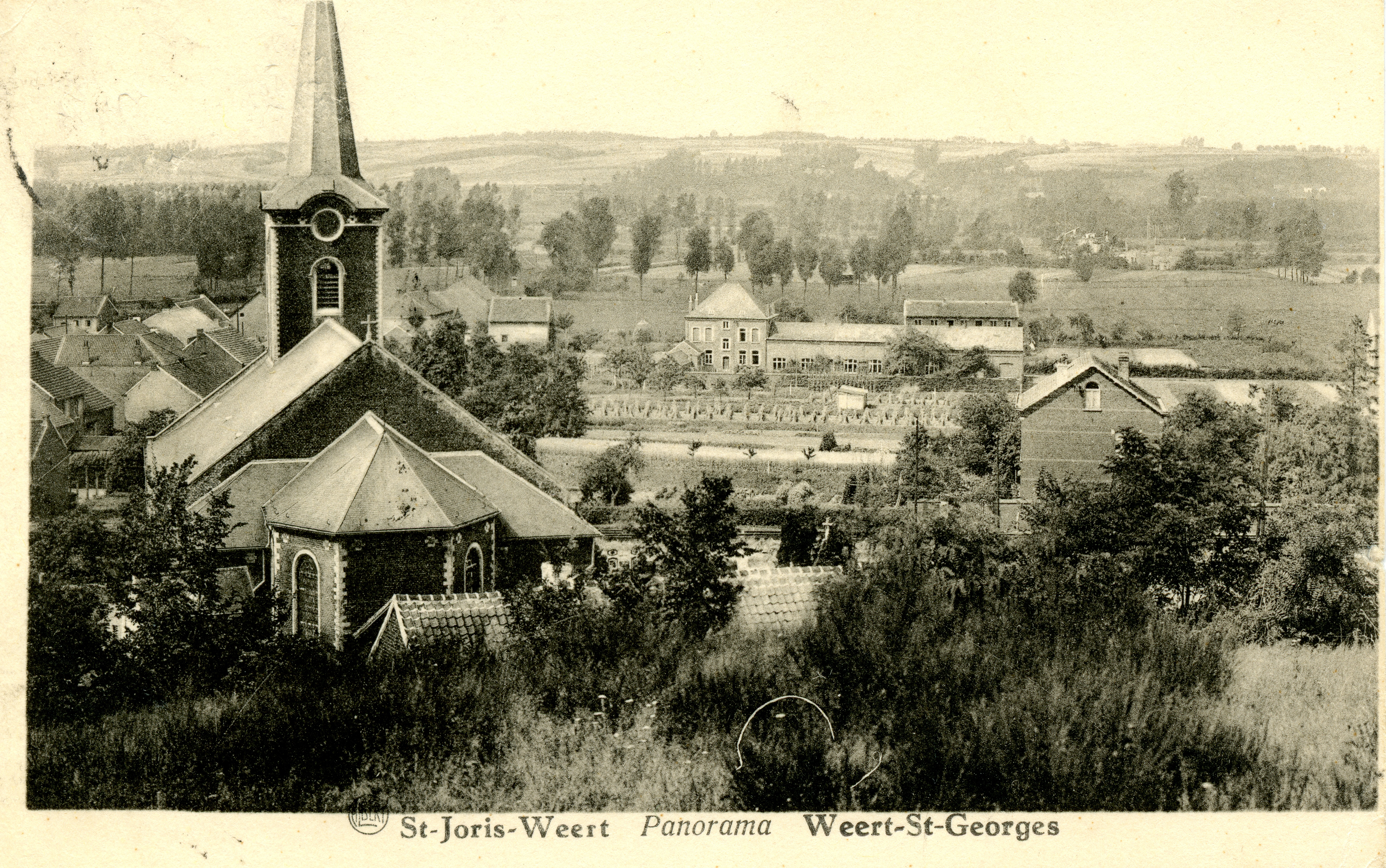
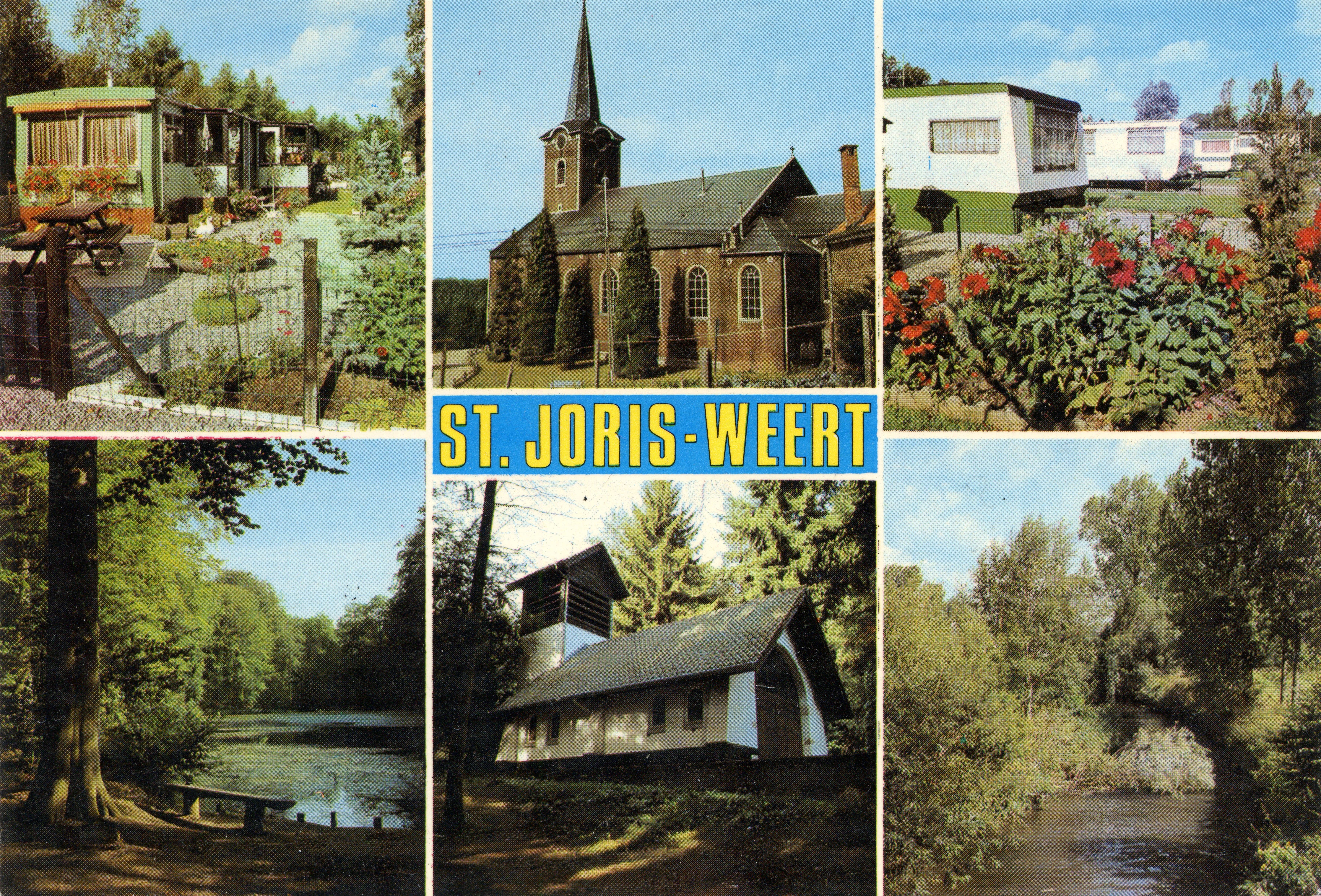
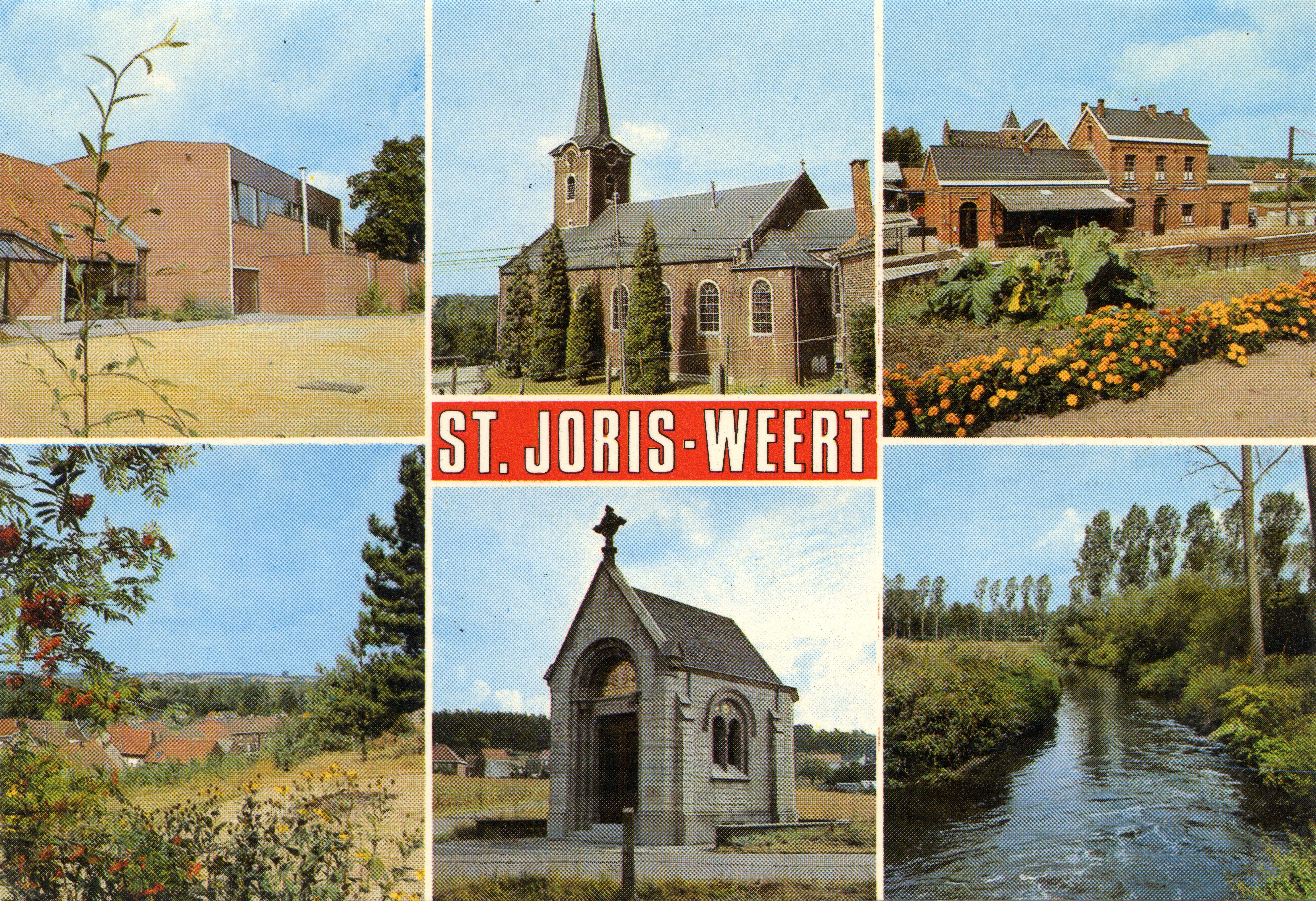

## Bezienswaardigheden
- Het Kasteel Swiggershof
- De Sint-Joriskerk
- De Weertmolen

## Natuur en landschap
Sint-Joris-Weert ligt op het Brabants Plateau op een hoogte van 28-71 meter, aan de Dijle. In het oosten strekt het Meerdaalwoud zich uit, in het noorden vindt men het Kouterbos en in het westen ligt, in de vallei van de Dijle, de Doode Bemde.

## Demografische ontwikkeling
- Bronnen:NIS, Opm:1831 tot en met 1970=volkstellingen; 1976 = inwoneraantal op 31 december

## Verkeer

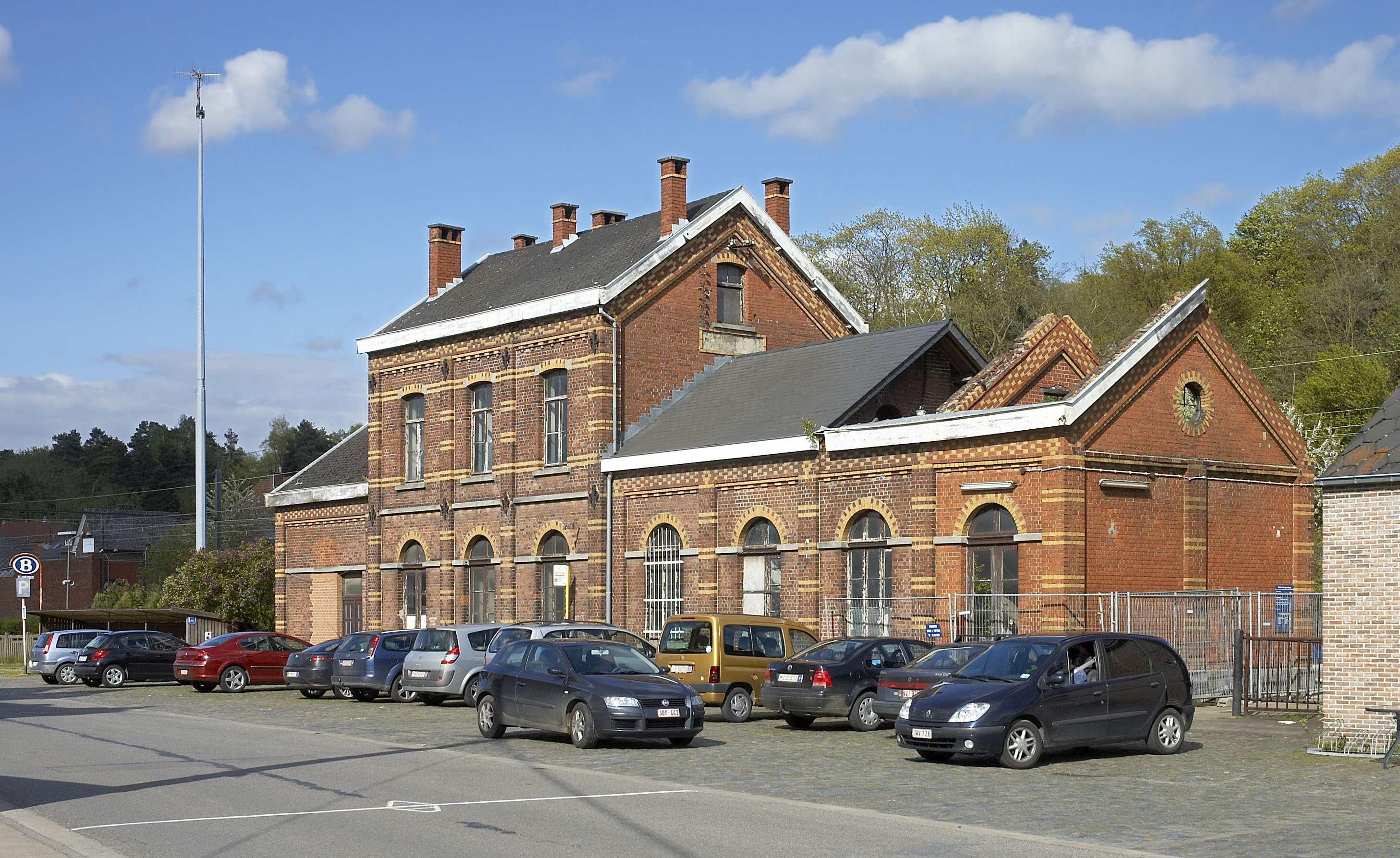
Station Sint-Joris-Weert

Het dorp heeft een stopplaats langs spoorlijn 139 waar tijdens de week elk halfuur een trein naar Leuven en Ottignies vertrekt.

## Indeling
Sint-Joris-Weert bestaat uit twee dorpsdelen van ongeveer dezelfde grootte. Deze delen zijn van elkaar gescheiden door de spoorweg die dwars door het dorp loopt. Ten westen van deze spoorweg ligt Nederweert, dat tevens het economische centrum van het dorp is. Daar bevinden zich het postkantoor,  een supermarkt, een bakkerij, een kapsalon, de vrije basisschool, een tankstation, een traiteur, een bloemen- en plantencentrum, een schoonheidssalon,... Ook op gebied van transport heeft Nederweert het meest te bieden: Het treinstation en twee buslijnen bevinden zich in dit dorpsdeel. Ten oosten van de spoorweg ligt het hoger gelegen Bovenweert. In dit dorpsdeel zijn naast de kerk voornamelijk woonhuizen te vinden, al bevinden zich daar ook een aantal economische faciliteiten, zoals onder andere een bloem- en tuinwinkel, een kattenpension, een katten- en hondentrimsalon,... Er zijn ook een aantal heelkundige faciliteiten terug te vinden in zowel Boven- als Nederweert. Zo kan men in Nederweert een dokterspraktijk en een voetverzorgingsexpert terugvinden terwijl er in Bovenweert een apotheek gevestigd is.

## Nabijgelegen kernen
Oud-Heverlee, Neerijse, Sint-Agatha-Rode, Nethen
Deelgemeenten: Blanden · Haasrode · Oud-Heverlee · Sint-Joris-Weert · Vaalbeek

Belgische gemeenten · Arrondissement Leuven · Vlaams-Brabant · Vlaanderen